# Civeta-indiana
A civeta-indiana (Viverra zibetha) é um membro da família Viverridae nativo do sul e do sudeste da Ásia. Ele está listado como espécie pouco preocupante na Lista Vermelha da IUCN. Acredita-se que a população global esteja diminuindo devido à caça e ao aprisionamento, impulsionados pela demanda por carne de animais selvagens.

## Características

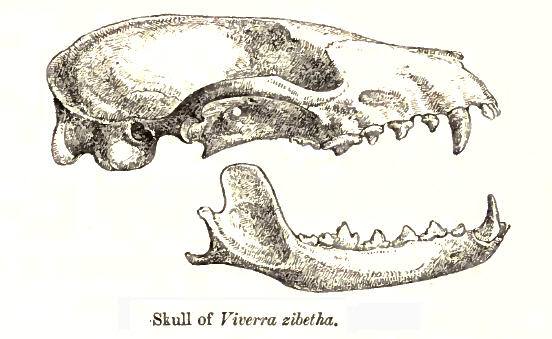
Crânio.

A civeta-indiana é cinza ou fulvo e tem uma faixa preta na coluna vertebral que vai da parte de trás dos ombros até a raiz da cauda. A parte frontal do focinho tem uma mancha esbranquiçada enfatizada por uma mancha preta atrás de cada lado. O queixo e o pescoço são enegrecidos. As laterais e a superfície inferior do pescoço têm faixas com listras pretas e espaços brancos entre elas. A cauda tem um número variável de anéis pretos e brancos completos. Suas garras são retráteis. As solas dos pés são peludas.
Como indicado por seu nome comum, trata-se de uma civeta relativamente grande, quase certamente a maior das espécies de Viverra [en] e superada em tamanho na família Viverridae apenas pela Civettictis civetta e pelo Arctictis binturong. O comprimento da cabeça e do corpo varia de 50 a 95 cm, com uma cauda longa de 38 a 59 cm. A pata traseira mede de 9 a 14,5 cm. Seu peso varia de 3,4 a 9,2 kg. Algumas fontes afirmam que a espécie pode pesar até 11 kg (embora isso seja possível em cativeiro).

## Distribuição e habitat
A civeta-indiana está presente do Nepal, nordeste da Índia, Butão, Bangladesh, Myanmar, Tailândia, Península da Malásia e Singapura até o Camboja, Laos, Vietnã e China.
No Nepal, a civeta-indiana foi registrada a até 2.250 m no Himalaia.
Na China, a população selvagem da civeta-indiana diminuiu drasticamente em 94-99% desde a década de 1950, após o desmatamento, devido à caça para o comércio de peles, ao uso de suas glândulas almiscaradas como medicamento e para a indústria de perfumes. Na década de 1990, ela estava em grande parte confinada ao norte da província de Cantão, no sul da China, mas não foi registrada na ilha de Ainão durante as pesquisas entre 1998 e 2008.

## Ecologia e comportamento

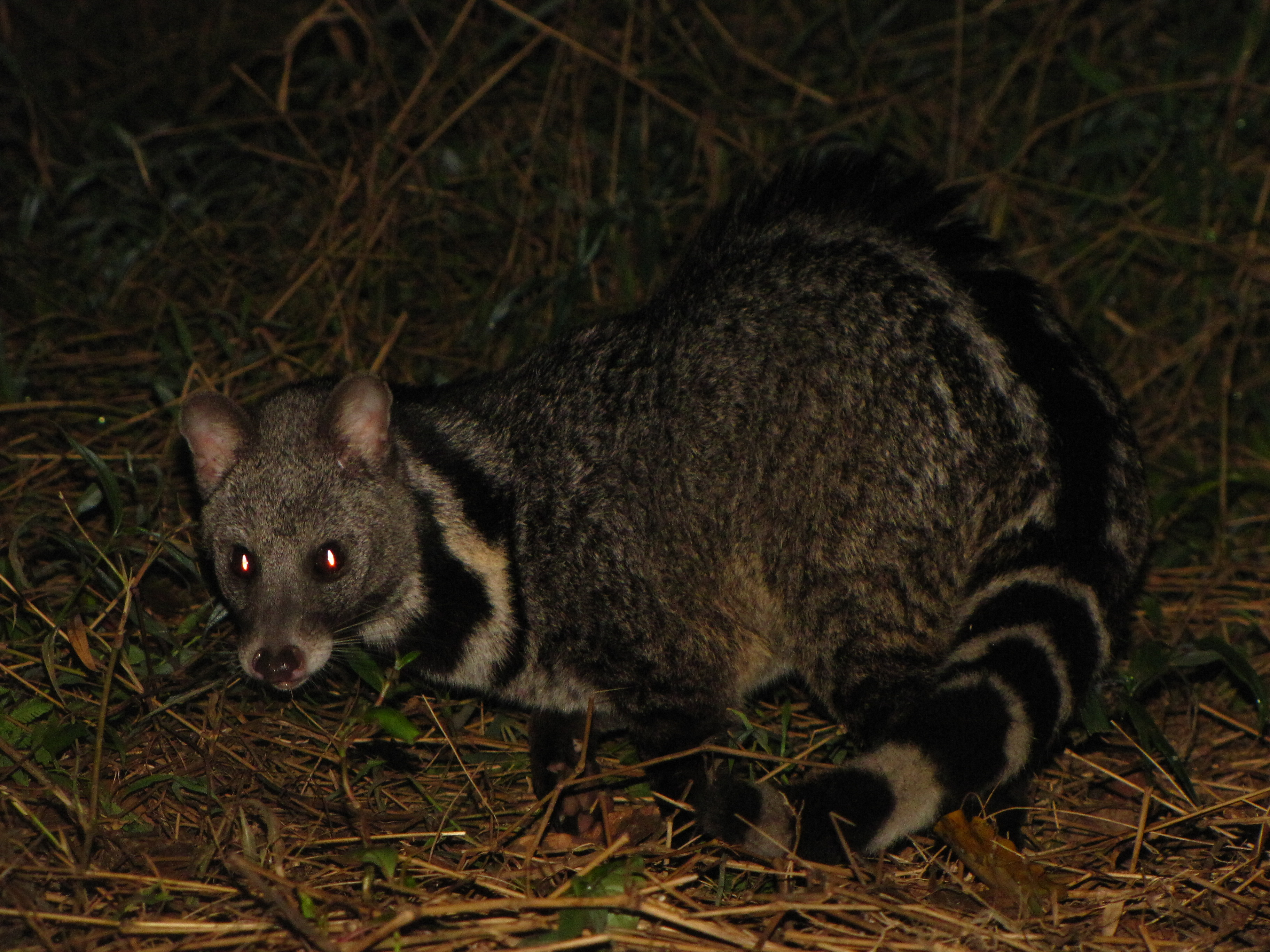
Grande civeta indiana no Parque Nacional de Namdapha, na Índia.

A civeta-indiana é solitária e noturna. Passa a maior parte do tempo no chão. É um caçador oportunista que se alimenta de uma grande variedade de pequenos animais.
As civetas-indianas rastreadas por rádio na Tailândia tinham áreas de vida de 2,7 a 8,8 km².

## Conservação
A Viverra zibetha é uma espécie protegida em Hong Kong de acordo com a Portaria de Proteção de Animais Selvagens Cap 170, embora não tenha sido registrada em estado natural em Hong Kong desde a década de 1970 e seja considerada extirpada.

## Taxonomia

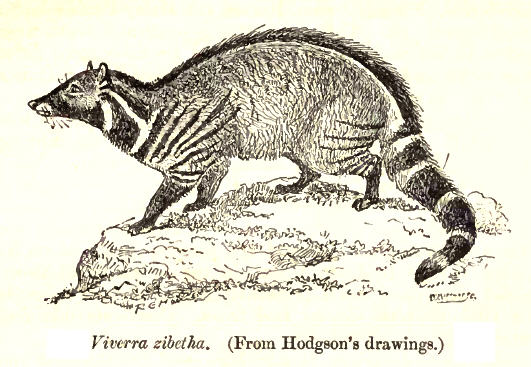
Civeta-indiana, um desenho de Brian Houghton Hodgson.

Viverra zibetha foi o nome científico da civeta-indiana introduzida por Lineu em 1758. Vários naturalistas propuseram espécies e subespécies nos séculos XIX e XX, das quais as seguintes foram reconhecidas como subespécies válidas até 2005:
- V. z. zibetha é a subespécie indicada e ocorre no Nepal e no nordeste da Índia.[2][12]

- Viverra ashtoni, descrita por Robert Swinhoe em 1864, era a pele de um indivíduo que foi abatido perto do alto rio Min, na província chinesa de Fuquiém;[13] ocorre na China.[12]

- V. z. picta, descrita por Robert Charles Wroughton em 1915, foi baseada em duas peles encontradas na vizinhança de Hkamti, na parte superior do rio Chindwin, em Myanmar;[14] ocorre de Assão e do norte de Myanmar até a Indochina.[2][12]

- V. z. pruinosa, também descrita por Wroughton em 1915, era uma pele de uma civeta-indiana, macho adulto, da região de Tenassarim, em Myanmar;[14] ocorre do sul de Myanmar até a Península da Malásia.[12]

- V. z. hainana, descrita por Ying-Xiang Wang e Xu em 1983, da ilha de Ainão.[3]